# Allophyllus tetraphyllus
Allophyllus tetraphyllus är en skalbaggsart som beskrevs av Fauvel 1903. Allophyllus tetraphyllus ingår i släktet Allophyllus och familjen Melolonthidae. Inga underarter finns listade i Catalogue of Life.